# Daum (Internetportal)
Daum ist ein südkoreanisches Unternehmen, das die gleichnamige Suchmaschine betreibt.
Es wurde 1995 gegründet und ist mit einem Anteil von 19,9 % an allen Suchanfragen aus Südkorea nach Naver die zweitgrößte Suchmaschine des Landes. 
Anfang 2000 startete Daum in Zusammenarbeit mit der deutschen Suchmaschine Fireball eine koreanische Version des aus Deutschland stammenden Suchdiensts, welche jedoch nach rund einem Jahr wieder eingestellt wurde.
2014 fusionierte Daum mit KakaoTalk. Das gemeinsame Mutterunternehmen firmierte zunächst unter dem Namen Daum Kakao, seit 2015 tritt es nur noch als Kakao auf.
| Suchmaschinenmarkt in Südkorea                                                   | Suchmaschinenmarkt in Südkorea | Suchmaschinenmarkt in Südkorea | Suchmaschinenmarkt in Südkorea | Suchmaschinenmarkt in Südkorea |
| -------------------------------------------------------------------------------- | ------------------------------ | ------------------------------ | ------------------------------ | ------------------------------ |
|                                                                                  |                                |                                |                                |                                |
| Naver                                                                            | Naver                          |                                | 76,69 %                        | 76,69 %                        |
| Daum                                                                             | Daum                           |                                | 19,89 %                        | 19,89 %                        |
| Google                                                                           | Google                         |                                | 2,06 %                         | 2,06 %                         |
| zum.com                                                                          | zum.com                        |                                | 1,21 %                         | 1,21 %                         |
| Andere                                                                           | Andere                         |                                | 0,15 %                         | 0,15 %                         |
| Marktanteile von Suchmaschinen in Südkorea im Juli 2014 laut Nielsen KoreanClick |                                |                                |                                |                                |